# Тетерівська вулиця
Те́терівська ву́лиця — вулиця в Голосіївському районі міста Києва, місцевість Саперна слобідка. Пролягає від вулиці Уласа Самчука до кінця забудови.

## Історія
Вулиця виникла в 50-ті роки XX століття як Нова «А». З 1955 року мала назву Іртишська, на честь річки Іртиш.
Сучасна назва — з вересня 2022 року, за назвою річки Тетерів.